# Heizmannia viridis
Heizmannia viridis är en tvåvingeart som beskrevs av Philip James Barraud 1929. Heizmannia viridis ingår i släktet Heizmannia och familjen stickmyggor. Inga underarter finns listade i Catalogue of Life.